# Mestni svet Mestne občine Ljubljana
Mestni svet Mestne občine Ljubljana (kratica MS MOL) je »najvišji organ odločanja o vseh zadevah v okviru pravic in dolžnosti Mestne občine Ljubljana«. Sestavlja ga 45 članov, ki so izvoljeni na lokalnih volitvah.

## Predsedniki
- seznam predsednikov Mestnega sveta Mestne občine Ljubljana

## Člani
- seznam članov Mestnega sveta Mestne občine Ljubljana

## Organi mestnega sveta
Odbori
1. Odbor za finance Mestnega sveta Mestne občine Ljubljana
2. Odbor za lokalno samoupravo Mestnega sveta Mestne občine Ljubljana
3. Odbor za predšolsko vzgojo in izobraževanje Mestnega sveta Mestne občine Ljubljana
4. Odbor za šport Mestnega sveta Mestne občine Ljubljana
5. Odbor za kulturo in raziskovalno dejavnost Mestnega sveta Mestne občine Ljubljana
6. Odbor za zdravstvo in socialno varstvo Mestnega sveta Mestne občine Ljubljana
7. Odbor za gospodarske dejavnosti, turizem in kmetijstvo Mestnega sveta Mestne občine Ljubljana
8. Odbor za gospodarske javne službe in promet Mestnega sveta Mestne občine Ljubljana
9. Odbor za urejanje prostora in urbanizem Mestnega sveta Mestne občine Ljubljana
10. Odbor za gospodarjenje z nepremičninami Mestnega sveta Mestne občine Ljubljana
11. Odbor za stanovanjsko politiko Mestnega sveta Mestne občine Ljubljana
12. Odbor za varstvo okolja Mestnega sveta Mestne občine Ljubljana
13. Odbor za zaščito, reševanje in civilno obrambo Mestnega sveta Mestne občine Ljubljana

Stalne komisije
1. Komisija za mandatna vprašanja, volitve in imenovanja Mestnega sveta Mestne občine Ljubljana
2. Statutarno pravna komisija Mestnega sveta Mestne občine Ljubljana
3. Komisija za pobude občanov Mestnega sveta Mestne občine Ljubljana
4. Komisija za mednarodne odnose Mestnega sveta Mestne občine Ljubljana
5. Komisija za priznanja Mestnega sveta Mestne občine Ljubljana